# Бека тема
Те́ма Бека — тема в шаховій композиції ортодоксального жанру. Суть теми — анти-дуальне розділення матів, при якому в одному з варіантів використовується послаблення, яке міститься в помилковому ході білих, а в другому ході — добавлений захист.

## Історія
Ідею запропонував у першій половині ХХ століття шаховий композитор П. Бек.
В задачі після першого ходу виникає загроза і при захисті чорних проходить анти-дуальне розділення матів, тобто в тематичній парі варіантів проходить лише один з матів, оскільки чорні захищаються так, що в першому варіанті другий мат не пройде через послаблення, що виникає при неправильному ході білих, а в другому варіанті у чорних є добавлений захист і тому не проходить мат першого варіанту.
Ідея дістала назву — тема Бека.
|   | a | b | c | d | e | f | g | h |   |
| 8 | d8 білий кінь · f8 білий слон · g8 чорна тура · c7 чорний пішак · g7 чорний кінь · h7 чорна тура · b6 біла тура · c6 чорний пішак · f6 чорний пішак · e5 чорний король · h5 чорний кінь · c4 білий король · d4 чорний пішак · f4 чорний слон · h4 білий кінь · d3 білий пішак · g3 білий пішак · h2 білий ферзь | d8 білий кінь · f8 білий слон · g8 чорна тура · c7 чорний пішак · g7 чорний кінь · h7 чорна тура · b6 біла тура · c6 чорний пішак · f6 чорний пішак · e5 чорний король · h5 чорний кінь · c4 білий король · d4 чорний пішак · f4 чорний слон · h4 білий кінь · d3 білий пішак · g3 білий пішак · h2 білий ферзь | d8 білий кінь · f8 білий слон · g8 чорна тура · c7 чорний пішак · g7 чорний кінь · h7 чорна тура · b6 біла тура · c6 чорний пішак · f6 чорний пішак · e5 чорний король · h5 чорний кінь · c4 білий король · d4 чорний пішак · f4 чорний слон · h4 білий кінь · d3 білий пішак · g3 білий пішак · h2 білий ферзь | d8 білий кінь · f8 білий слон · g8 чорна тура · c7 чорний пішак · g7 чорний кінь · h7 чорна тура · b6 біла тура · c6 чорний пішак · f6 чорний пішак · e5 чорний король · h5 чорний кінь · c4 білий король · d4 чорний пішак · f4 чорний слон · h4 білий кінь · d3 білий пішак · g3 білий пішак · h2 білий ферзь | d8 білий кінь · f8 білий слон · g8 чорна тура · c7 чорний пішак · g7 чорний кінь · h7 чорна тура · b6 біла тура · c6 чорний пішак · f6 чорний пішак · e5 чорний король · h5 чорний кінь · c4 білий король · d4 чорний пішак · f4 чорний слон · h4 білий кінь · d3 білий пішак · g3 білий пішак · h2 білий ферзь | d8 білий кінь · f8 білий слон · g8 чорна тура · c7 чорний пішак · g7 чорний кінь · h7 чорна тура · b6 біла тура · c6 чорний пішак · f6 чорний пішак · e5 чорний король · h5 чорний кінь · c4 білий король · d4 чорний пішак · f4 чорний слон · h4 білий кінь · d3 білий пішак · g3 білий пішак · h2 білий ферзь | d8 білий кінь · f8 білий слон · g8 чорна тура · c7 чорний пішак · g7 чорний кінь · h7 чорна тура · b6 біла тура · c6 чорний пішак · f6 чорний пішак · e5 чорний король · h5 чорний кінь · c4 білий король · d4 чорний пішак · f4 чорний слон · h4 білий кінь · d3 білий пішак · g3 білий пішак · h2 білий ферзь | d8 білий кінь · f8 білий слон · g8 чорна тура · c7 чорний пішак · g7 чорний кінь · h7 чорна тура · b6 біла тура · c6 чорний пішак · f6 чорний пішак · e5 чорний король · h5 чорний кінь · c4 білий король · d4 чорний пішак · f4 чорний слон · h4 білий кінь · d3 білий пішак · g3 білий пішак · h2 білий ферзь | 8 |
| 7 | d8 білий кінь · f8 білий слон · g8 чорна тура · c7 чорний пішак · g7 чорний кінь · h7 чорна тура · b6 біла тура · c6 чорний пішак · f6 чорний пішак · e5 чорний король · h5 чорний кінь · c4 білий король · d4 чорний пішак · f4 чорний слон · h4 білий кінь · d3 білий пішак · g3 білий пішак · h2 білий ферзь | d8 білий кінь · f8 білий слон · g8 чорна тура · c7 чорний пішак · g7 чорний кінь · h7 чорна тура · b6 біла тура · c6 чорний пішак · f6 чорний пішак · e5 чорний король · h5 чорний кінь · c4 білий король · d4 чорний пішак · f4 чорний слон · h4 білий кінь · d3 білий пішак · g3 білий пішак · h2 білий ферзь | d8 білий кінь · f8 білий слон · g8 чорна тура · c7 чорний пішак · g7 чорний кінь · h7 чорна тура · b6 біла тура · c6 чорний пішак · f6 чорний пішак · e5 чорний король · h5 чорний кінь · c4 білий король · d4 чорний пішак · f4 чорний слон · h4 білий кінь · d3 білий пішак · g3 білий пішак · h2 білий ферзь | d8 білий кінь · f8 білий слон · g8 чорна тура · c7 чорний пішак · g7 чорний кінь · h7 чорна тура · b6 біла тура · c6 чорний пішак · f6 чорний пішак · e5 чорний король · h5 чорний кінь · c4 білий король · d4 чорний пішак · f4 чорний слон · h4 білий кінь · d3 білий пішак · g3 білий пішак · h2 білий ферзь | d8 білий кінь · f8 білий слон · g8 чорна тура · c7 чорний пішак · g7 чорний кінь · h7 чорна тура · b6 біла тура · c6 чорний пішак · f6 чорний пішак · e5 чорний король · h5 чорний кінь · c4 білий король · d4 чорний пішак · f4 чорний слон · h4 білий кінь · d3 білий пішак · g3 білий пішак · h2 білий ферзь | d8 білий кінь · f8 білий слон · g8 чорна тура · c7 чорний пішак · g7 чорний кінь · h7 чорна тура · b6 біла тура · c6 чорний пішак · f6 чорний пішак · e5 чорний король · h5 чорний кінь · c4 білий король · d4 чорний пішак · f4 чорний слон · h4 білий кінь · d3 білий пішак · g3 білий пішак · h2 білий ферзь | d8 білий кінь · f8 білий слон · g8 чорна тура · c7 чорний пішак · g7 чорний кінь · h7 чорна тура · b6 біла тура · c6 чорний пішак · f6 чорний пішак · e5 чорний король · h5 чорний кінь · c4 білий король · d4 чорний пішак · f4 чорний слон · h4 білий кінь · d3 білий пішак · g3 білий пішак · h2 білий ферзь | d8 білий кінь · f8 білий слон · g8 чорна тура · c7 чорний пішак · g7 чорний кінь · h7 чорна тура · b6 біла тура · c6 чорний пішак · f6 чорний пішак · e5 чорний король · h5 чорний кінь · c4 білий король · d4 чорний пішак · f4 чорний слон · h4 білий кінь · d3 білий пішак · g3 білий пішак · h2 білий ферзь | 7 |
| 6 | d8 білий кінь · f8 білий слон · g8 чорна тура · c7 чорний пішак · g7 чорний кінь · h7 чорна тура · b6 біла тура · c6 чорний пішак · f6 чорний пішак · e5 чорний король · h5 чорний кінь · c4 білий король · d4 чорний пішак · f4 чорний слон · h4 білий кінь · d3 білий пішак · g3 білий пішак · h2 білий ферзь | d8 білий кінь · f8 білий слон · g8 чорна тура · c7 чорний пішак · g7 чорний кінь · h7 чорна тура · b6 біла тура · c6 чорний пішак · f6 чорний пішак · e5 чорний король · h5 чорний кінь · c4 білий король · d4 чорний пішак · f4 чорний слон · h4 білий кінь · d3 білий пішак · g3 білий пішак · h2 білий ферзь | d8 білий кінь · f8 білий слон · g8 чорна тура · c7 чорний пішак · g7 чорний кінь · h7 чорна тура · b6 біла тура · c6 чорний пішак · f6 чорний пішак · e5 чорний король · h5 чорний кінь · c4 білий король · d4 чорний пішак · f4 чорний слон · h4 білий кінь · d3 білий пішак · g3 білий пішак · h2 білий ферзь | d8 білий кінь · f8 білий слон · g8 чорна тура · c7 чорний пішак · g7 чорний кінь · h7 чорна тура · b6 біла тура · c6 чорний пішак · f6 чорний пішак · e5 чорний король · h5 чорний кінь · c4 білий король · d4 чорний пішак · f4 чорний слон · h4 білий кінь · d3 білий пішак · g3 білий пішак · h2 білий ферзь | d8 білий кінь · f8 білий слон · g8 чорна тура · c7 чорний пішак · g7 чорний кінь · h7 чорна тура · b6 біла тура · c6 чорний пішак · f6 чорний пішак · e5 чорний король · h5 чорний кінь · c4 білий король · d4 чорний пішак · f4 чорний слон · h4 білий кінь · d3 білий пішак · g3 білий пішак · h2 білий ферзь | d8 білий кінь · f8 білий слон · g8 чорна тура · c7 чорний пішак · g7 чорний кінь · h7 чорна тура · b6 біла тура · c6 чорний пішак · f6 чорний пішак · e5 чорний король · h5 чорний кінь · c4 білий король · d4 чорний пішак · f4 чорний слон · h4 білий кінь · d3 білий пішак · g3 білий пішак · h2 білий ферзь | d8 білий кінь · f8 білий слон · g8 чорна тура · c7 чорний пішак · g7 чорний кінь · h7 чорна тура · b6 біла тура · c6 чорний пішак · f6 чорний пішак · e5 чорний король · h5 чорний кінь · c4 білий король · d4 чорний пішак · f4 чорний слон · h4 білий кінь · d3 білий пішак · g3 білий пішак · h2 білий ферзь | d8 білий кінь · f8 білий слон · g8 чорна тура · c7 чорний пішак · g7 чорний кінь · h7 чорна тура · b6 біла тура · c6 чорний пішак · f6 чорний пішак · e5 чорний король · h5 чорний кінь · c4 білий король · d4 чорний пішак · f4 чорний слон · h4 білий кінь · d3 білий пішак · g3 білий пішак · h2 білий ферзь | 6 |
| 5 | d8 білий кінь · f8 білий слон · g8 чорна тура · c7 чорний пішак · g7 чорний кінь · h7 чорна тура · b6 біла тура · c6 чорний пішак · f6 чорний пішак · e5 чорний король · h5 чорний кінь · c4 білий король · d4 чорний пішак · f4 чорний слон · h4 білий кінь · d3 білий пішак · g3 білий пішак · h2 білий ферзь | d8 білий кінь · f8 білий слон · g8 чорна тура · c7 чорний пішак · g7 чорний кінь · h7 чорна тура · b6 біла тура · c6 чорний пішак · f6 чорний пішак · e5 чорний король · h5 чорний кінь · c4 білий король · d4 чорний пішак · f4 чорний слон · h4 білий кінь · d3 білий пішак · g3 білий пішак · h2 білий ферзь | d8 білий кінь · f8 білий слон · g8 чорна тура · c7 чорний пішак · g7 чорний кінь · h7 чорна тура · b6 біла тура · c6 чорний пішак · f6 чорний пішак · e5 чорний король · h5 чорний кінь · c4 білий король · d4 чорний пішак · f4 чорний слон · h4 білий кінь · d3 білий пішак · g3 білий пішак · h2 білий ферзь | d8 білий кінь · f8 білий слон · g8 чорна тура · c7 чорний пішак · g7 чорний кінь · h7 чорна тура · b6 біла тура · c6 чорний пішак · f6 чорний пішак · e5 чорний король · h5 чорний кінь · c4 білий король · d4 чорний пішак · f4 чорний слон · h4 білий кінь · d3 білий пішак · g3 білий пішак · h2 білий ферзь | d8 білий кінь · f8 білий слон · g8 чорна тура · c7 чорний пішак · g7 чорний кінь · h7 чорна тура · b6 біла тура · c6 чорний пішак · f6 чорний пішак · e5 чорний король · h5 чорний кінь · c4 білий король · d4 чорний пішак · f4 чорний слон · h4 білий кінь · d3 білий пішак · g3 білий пішак · h2 білий ферзь | d8 білий кінь · f8 білий слон · g8 чорна тура · c7 чорний пішак · g7 чорний кінь · h7 чорна тура · b6 біла тура · c6 чорний пішак · f6 чорний пішак · e5 чорний король · h5 чорний кінь · c4 білий король · d4 чорний пішак · f4 чорний слон · h4 білий кінь · d3 білий пішак · g3 білий пішак · h2 білий ферзь | d8 білий кінь · f8 білий слон · g8 чорна тура · c7 чорний пішак · g7 чорний кінь · h7 чорна тура · b6 біла тура · c6 чорний пішак · f6 чорний пішак · e5 чорний король · h5 чорний кінь · c4 білий король · d4 чорний пішак · f4 чорний слон · h4 білий кінь · d3 білий пішак · g3 білий пішак · h2 білий ферзь | d8 білий кінь · f8 білий слон · g8 чорна тура · c7 чорний пішак · g7 чорний кінь · h7 чорна тура · b6 біла тура · c6 чорний пішак · f6 чорний пішак · e5 чорний король · h5 чорний кінь · c4 білий король · d4 чорний пішак · f4 чорний слон · h4 білий кінь · d3 білий пішак · g3 білий пішак · h2 білий ферзь | 5 |
| 4 | d8 білий кінь · f8 білий слон · g8 чорна тура · c7 чорний пішак · g7 чорний кінь · h7 чорна тура · b6 біла тура · c6 чорний пішак · f6 чорний пішак · e5 чорний король · h5 чорний кінь · c4 білий король · d4 чорний пішак · f4 чорний слон · h4 білий кінь · d3 білий пішак · g3 білий пішак · h2 білий ферзь | d8 білий кінь · f8 білий слон · g8 чорна тура · c7 чорний пішак · g7 чорний кінь · h7 чорна тура · b6 біла тура · c6 чорний пішак · f6 чорний пішак · e5 чорний король · h5 чорний кінь · c4 білий король · d4 чорний пішак · f4 чорний слон · h4 білий кінь · d3 білий пішак · g3 білий пішак · h2 білий ферзь | d8 білий кінь · f8 білий слон · g8 чорна тура · c7 чорний пішак · g7 чорний кінь · h7 чорна тура · b6 біла тура · c6 чорний пішак · f6 чорний пішак · e5 чорний король · h5 чорний кінь · c4 білий король · d4 чорний пішак · f4 чорний слон · h4 білий кінь · d3 білий пішак · g3 білий пішак · h2 білий ферзь | d8 білий кінь · f8 білий слон · g8 чорна тура · c7 чорний пішак · g7 чорний кінь · h7 чорна тура · b6 біла тура · c6 чорний пішак · f6 чорний пішак · e5 чорний король · h5 чорний кінь · c4 білий король · d4 чорний пішак · f4 чорний слон · h4 білий кінь · d3 білий пішак · g3 білий пішак · h2 білий ферзь | d8 білий кінь · f8 білий слон · g8 чорна тура · c7 чорний пішак · g7 чорний кінь · h7 чорна тура · b6 біла тура · c6 чорний пішак · f6 чорний пішак · e5 чорний король · h5 чорний кінь · c4 білий король · d4 чорний пішак · f4 чорний слон · h4 білий кінь · d3 білий пішак · g3 білий пішак · h2 білий ферзь | d8 білий кінь · f8 білий слон · g8 чорна тура · c7 чорний пішак · g7 чорний кінь · h7 чорна тура · b6 біла тура · c6 чорний пішак · f6 чорний пішак · e5 чорний король · h5 чорний кінь · c4 білий король · d4 чорний пішак · f4 чорний слон · h4 білий кінь · d3 білий пішак · g3 білий пішак · h2 білий ферзь | d8 білий кінь · f8 білий слон · g8 чорна тура · c7 чорний пішак · g7 чорний кінь · h7 чорна тура · b6 біла тура · c6 чорний пішак · f6 чорний пішак · e5 чорний король · h5 чорний кінь · c4 білий король · d4 чорний пішак · f4 чорний слон · h4 білий кінь · d3 білий пішак · g3 білий пішак · h2 білий ферзь | d8 білий кінь · f8 білий слон · g8 чорна тура · c7 чорний пішак · g7 чорний кінь · h7 чорна тура · b6 біла тура · c6 чорний пішак · f6 чорний пішак · e5 чорний король · h5 чорний кінь · c4 білий король · d4 чорний пішак · f4 чорний слон · h4 білий кінь · d3 білий пішак · g3 білий пішак · h2 білий ферзь | 4 |
| 3 | d8 білий кінь · f8 білий слон · g8 чорна тура · c7 чорний пішак · g7 чорний кінь · h7 чорна тура · b6 біла тура · c6 чорний пішак · f6 чорний пішак · e5 чорний король · h5 чорний кінь · c4 білий король · d4 чорний пішак · f4 чорний слон · h4 білий кінь · d3 білий пішак · g3 білий пішак · h2 білий ферзь | d8 білий кінь · f8 білий слон · g8 чорна тура · c7 чорний пішак · g7 чорний кінь · h7 чорна тура · b6 біла тура · c6 чорний пішак · f6 чорний пішак · e5 чорний король · h5 чорний кінь · c4 білий король · d4 чорний пішак · f4 чорний слон · h4 білий кінь · d3 білий пішак · g3 білий пішак · h2 білий ферзь | d8 білий кінь · f8 білий слон · g8 чорна тура · c7 чорний пішак · g7 чорний кінь · h7 чорна тура · b6 біла тура · c6 чорний пішак · f6 чорний пішак · e5 чорний король · h5 чорний кінь · c4 білий король · d4 чорний пішак · f4 чорний слон · h4 білий кінь · d3 білий пішак · g3 білий пішак · h2 білий ферзь | d8 білий кінь · f8 білий слон · g8 чорна тура · c7 чорний пішак · g7 чорний кінь · h7 чорна тура · b6 біла тура · c6 чорний пішак · f6 чорний пішак · e5 чорний король · h5 чорний кінь · c4 білий король · d4 чорний пішак · f4 чорний слон · h4 білий кінь · d3 білий пішак · g3 білий пішак · h2 білий ферзь | d8 білий кінь · f8 білий слон · g8 чорна тура · c7 чорний пішак · g7 чорний кінь · h7 чорна тура · b6 біла тура · c6 чорний пішак · f6 чорний пішак · e5 чорний король · h5 чорний кінь · c4 білий король · d4 чорний пішак · f4 чорний слон · h4 білий кінь · d3 білий пішак · g3 білий пішак · h2 білий ферзь | d8 білий кінь · f8 білий слон · g8 чорна тура · c7 чорний пішак · g7 чорний кінь · h7 чорна тура · b6 біла тура · c6 чорний пішак · f6 чорний пішак · e5 чорний король · h5 чорний кінь · c4 білий король · d4 чорний пішак · f4 чорний слон · h4 білий кінь · d3 білий пішак · g3 білий пішак · h2 білий ферзь | d8 білий кінь · f8 білий слон · g8 чорна тура · c7 чорний пішак · g7 чорний кінь · h7 чорна тура · b6 біла тура · c6 чорний пішак · f6 чорний пішак · e5 чорний король · h5 чорний кінь · c4 білий король · d4 чорний пішак · f4 чорний слон · h4 білий кінь · d3 білий пішак · g3 білий пішак · h2 білий ферзь | d8 білий кінь · f8 білий слон · g8 чорна тура · c7 чорний пішак · g7 чорний кінь · h7 чорна тура · b6 біла тура · c6 чорний пішак · f6 чорний пішак · e5 чорний король · h5 чорний кінь · c4 білий король · d4 чорний пішак · f4 чорний слон · h4 білий кінь · d3 білий пішак · g3 білий пішак · h2 білий ферзь | 3 |
| 2 | d8 білий кінь · f8 білий слон · g8 чорна тура · c7 чорний пішак · g7 чорний кінь · h7 чорна тура · b6 біла тура · c6 чорний пішак · f6 чорний пішак · e5 чорний король · h5 чорний кінь · c4 білий король · d4 чорний пішак · f4 чорний слон · h4 білий кінь · d3 білий пішак · g3 білий пішак · h2 білий ферзь | d8 білий кінь · f8 білий слон · g8 чорна тура · c7 чорний пішак · g7 чорний кінь · h7 чорна тура · b6 біла тура · c6 чорний пішак · f6 чорний пішак · e5 чорний король · h5 чорний кінь · c4 білий король · d4 чорний пішак · f4 чорний слон · h4 білий кінь · d3 білий пішак · g3 білий пішак · h2 білий ферзь | d8 білий кінь · f8 білий слон · g8 чорна тура · c7 чорний пішак · g7 чорний кінь · h7 чорна тура · b6 біла тура · c6 чорний пішак · f6 чорний пішак · e5 чорний король · h5 чорний кінь · c4 білий король · d4 чорний пішак · f4 чорний слон · h4 білий кінь · d3 білий пішак · g3 білий пішак · h2 білий ферзь | d8 білий кінь · f8 білий слон · g8 чорна тура · c7 чорний пішак · g7 чорний кінь · h7 чорна тура · b6 біла тура · c6 чорний пішак · f6 чорний пішак · e5 чорний король · h5 чорний кінь · c4 білий король · d4 чорний пішак · f4 чорний слон · h4 білий кінь · d3 білий пішак · g3 білий пішак · h2 білий ферзь | d8 білий кінь · f8 білий слон · g8 чорна тура · c7 чорний пішак · g7 чорний кінь · h7 чорна тура · b6 біла тура · c6 чорний пішак · f6 чорний пішак · e5 чорний король · h5 чорний кінь · c4 білий король · d4 чорний пішак · f4 чорний слон · h4 білий кінь · d3 білий пішак · g3 білий пішак · h2 білий ферзь | d8 білий кінь · f8 білий слон · g8 чорна тура · c7 чорний пішак · g7 чорний кінь · h7 чорна тура · b6 біла тура · c6 чорний пішак · f6 чорний пішак · e5 чорний король · h5 чорний кінь · c4 білий король · d4 чорний пішак · f4 чорний слон · h4 білий кінь · d3 білий пішак · g3 білий пішак · h2 білий ферзь | d8 білий кінь · f8 білий слон · g8 чорна тура · c7 чорний пішак · g7 чорний кінь · h7 чорна тура · b6 біла тура · c6 чорний пішак · f6 чорний пішак · e5 чорний король · h5 чорний кінь · c4 білий король · d4 чорний пішак · f4 чорний слон · h4 білий кінь · d3 білий пішак · g3 білий пішак · h2 білий ферзь | d8 білий кінь · f8 білий слон · g8 чорна тура · c7 чорний пішак · g7 чорний кінь · h7 чорна тура · b6 біла тура · c6 чорний пішак · f6 чорний пішак · e5 чорний король · h5 чорний кінь · c4 білий король · d4 чорний пішак · f4 чорний слон · h4 білий кінь · d3 білий пішак · g3 білий пішак · h2 білий ферзь | 2 |
| 1 | d8 білий кінь · f8 білий слон · g8 чорна тура · c7 чорний пішак · g7 чорний кінь · h7 чорна тура · b6 біла тура · c6 чорний пішак · f6 чорний пішак · e5 чорний король · h5 чорний кінь · c4 білий король · d4 чорний пішак · f4 чорний слон · h4 білий кінь · d3 білий пішак · g3 білий пішак · h2 білий ферзь | d8 білий кінь · f8 білий слон · g8 чорна тура · c7 чорний пішак · g7 чорний кінь · h7 чорна тура · b6 біла тура · c6 чорний пішак · f6 чорний пішак · e5 чорний король · h5 чорний кінь · c4 білий король · d4 чорний пішак · f4 чорний слон · h4 білий кінь · d3 білий пішак · g3 білий пішак · h2 білий ферзь | d8 білий кінь · f8 білий слон · g8 чорна тура · c7 чорний пішак · g7 чорний кінь · h7 чорна тура · b6 біла тура · c6 чорний пішак · f6 чорний пішак · e5 чорний король · h5 чорний кінь · c4 білий король · d4 чорний пішак · f4 чорний слон · h4 білий кінь · d3 білий пішак · g3 білий пішак · h2 білий ферзь | d8 білий кінь · f8 білий слон · g8 чорна тура · c7 чорний пішак · g7 чорний кінь · h7 чорна тура · b6 біла тура · c6 чорний пішак · f6 чорний пішак · e5 чорний король · h5 чорний кінь · c4 білий король · d4 чорний пішак · f4 чорний слон · h4 білий кінь · d3 білий пішак · g3 білий пішак · h2 білий ферзь | d8 білий кінь · f8 білий слон · g8 чорна тура · c7 чорний пішак · g7 чорний кінь · h7 чорна тура · b6 біла тура · c6 чорний пішак · f6 чорний пішак · e5 чорний король · h5 чорний кінь · c4 білий король · d4 чорний пішак · f4 чорний слон · h4 білий кінь · d3 білий пішак · g3 білий пішак · h2 білий ферзь | d8 білий кінь · f8 білий слон · g8 чорна тура · c7 чорний пішак · g7 чорний кінь · h7 чорна тура · b6 біла тура · c6 чорний пішак · f6 чорний пішак · e5 чорний король · h5 чорний кінь · c4 білий король · d4 чорний пішак · f4 чорний слон · h4 білий кінь · d3 білий пішак · g3 білий пішак · h2 білий ферзь | d8 білий кінь · f8 білий слон · g8 чорна тура · c7 чорний пішак · g7 чорний кінь · h7 чорна тура · b6 біла тура · c6 чорний пішак · f6 чорний пішак · e5 чорний король · h5 чорний кінь · c4 білий король · d4 чорний пішак · f4 чорний слон · h4 білий кінь · d3 білий пішак · g3 білий пішак · h2 білий ферзь | d8 білий кінь · f8 білий слон · g8 чорна тура · c7 чорний пішак · g7 чорний кінь · h7 чорна тура · b6 біла тура · c6 чорний пішак · f6 чорний пішак · e5 чорний король · h5 чорний кінь · c4 білий король · d4 чорний пішак · f4 чорний слон · h4 білий кінь · d3 білий пішак · g3 білий пішак · h2 білий ферзь | 1 |
|   | a | b | c | d | e | f | g | h |   |

FEN: 3N1Br1/2p3nr/1Rp2p2/4k2n/2Kp1b1N/3P2P1/7Q/8
1. Qf2! ~ 2. Qd4#
1. ... c5  2. Sf7# (Sc6???)
1. ...Se6 2. Sc6# (Sf7???)
1. ... Be3 2. Sg6# (Sf3???)
1. ... Sf5  2. Sf3# (Sg6???)

Після вступного ходу білого ферзя виникає загроза. В захистах чорних вирізняється дві пари захистів, в яких проходить антидуальне розділення матів, тобто в кожному з двох захистів у кожній парі для досягнення мети в білих є лише одне вдале продовження, інше не проходить, яке проходить в другому захисті, але буде не вдалим в першому. По суті проходить чергування вдалого і не вдалого продовження.
Тема Бека пройшла у двох парах варіантів, відповідно результатом є подвоєння теми.